# Nectriaster
Nectriaster is een geslacht van zeesterren uit de familie Oreasteridae.

## Soort
- Nectriaster monacanthus (H.L. Clark, 1916)